# 英達公路再生科技
英達公路再生科技（集團）有限公司，簡稱英達公路再生科技，以及英達公路再生科技（集團）（英語：Freetech Road Recycling Technology (Holdings) Limited，港交所：6888），於1993年由施偉斌在香港創立「英達科技有限公司」後易名而成。公司在中國內地經營集养护技术研发、养护工程承包与养护设备制造業務，主要品牌為「公路醫生」，總部設於南京市和香港湾仔。
公司股份在2013年6月26日於港交所主板上市。招股價為3.32港元，全球發售260,000,000股，集資額為6.8億港元。

## 外部連結
- http://www.freetech-holdings.hk （页面存档备份，存于）